# Akademie für Alte Musik Berlin
Akademie für Alte Musik Berlin, literalment en català «Acadèmia per a la música antiga de Berlín» (abreujat Akamus), és una orquestra de cambra alemanya fundada a Berlín Oriental el 1982. Cada any Akamus fa un centenar de concerts, des d'actuacions de cambra fins a peces simfòniques als principals centres musicals d'Europa, Àsia i Amèrica.
Una trentena de músics formen el nucli de l'orquestra. Actuen sota el lideratge dels seus quatre concertinos Midori Seiler, Stephan Mai, Bernhard Forck i Georg Kallweit o de directors convidats com ara René Jacobs, Marcus Creed, Daniel Reuss, Peter Dijkstra i Hans-Christoph Rademann.
Enregistren exclusivament per a Harmonia Mundi França des de 1994, els seus àlbums CDs ha guanyat molts premis internacionals, incloent-hi el Premi Grammy, el Diapasó d'Or, el Premi Clàssic Cannes, el Premi Gramòfon i el Premi Edison. El 2011 l'enregistrament de La flauta màgica de Mozart va ser honrada amb el premi dels Crítics alemanys d'enregistraments. El 2006 l'enregistrament dels concerts de Georg Philipp Telemann amb Maurice Steger va rebre importants premis internacionals.
Des de la reobertura del Konzerthaus de Berlín el 1984, el grup té la seva pròpia temporada de concerts a la capital d'Alemanya. A més, regularment està convidada a la Staatsoper Unter den Linden de Berlín, Philharmonie Berlín, De Nederlandse Òpera d'Amsterdam, a l'Innsbruck Festival de Música Antigai al Carnegie de Nova York. El grup treballa regularment amb el RIAS Kammerchor així com amb solistes com Cecilia Bartoli, Andreas Scholl, Sandrine Piau i Bejun Mehta. D'altra banda, Akamus ha estès les seves fronteres artístiques per treballar juntament amb l'empresa de ball moderna Sasha Waltz & Convidats per a les produccions de Dido i Enees (música: Henry Purcell) i Medea (música: Pascal Dusapin).

## Premis
- Grammy per Christoph Willibald. Gluck: Àries italianes amb Cecilia Bartoli, 2002
- Premis de Música Clàssics internacionals per La flauta màgica de Wolfgang Amadeus Mozart, 2011
- Preis der deutschen Schallplattenkritik per Orpheus (René Jacobs), de Georg Philipp Telemann, 1998; Àries per Farinelli, amb Vivica Genaux, 2002; i Die Zauberflöte (René Jacobs) de Mozart, 2011
- Choc du Monde de la Musique per Geistliche Kantaten, de Johann Sebastian Bach, 1996; Oratori de Nadal de Bach, 1997; Àries per Farinelli, 2002; Sinfonias i Concerts de Carl Philipp Emanuel Bach el 2001; Motets de Johann Sebastian Bach amb RIAS-Kammerchor, 2005; concerts amb Maurice Steger de Georg Philipp Telemann, 2006; i concerts dobles d'Antonio Vivaldi el 2007
- Choc de Classica per Brockes-Passió de Georg Philipp Telemann, 2009 i per La flauta màgica de Mozart, 2011
- Diapasó d'Or per Il primo omicidio d'Alessandro Scarlatti, 1998; La Chasse de Georg Philipp Telemann, 1999; pels concerts enregistrtas de Georg Philipp Telemann, 2006; per Croesus (René Jacobs) de Reinhard Keiser, 2000; Motets de Johann Sebastian Bach, 2005 i Trauermusik de Johann Ludwig Bach, 2011
- Premi Edison de Música clàssica per La Chasse de Georg Philipp Telemann, 1999 i Croesus de Reinhard Keiser, 2000
- Premi Gramòfon per Il primo omicidio d'Alessandro Scarlatti, 1998 i Ombra mai fù amb Andreas Scholl de Georg Friedrich Händel, 1999
- Premi Midem clàssic per Ombra mai fù amb Andreas Scholl de Georg Friedrich Händel, 1999
- Georg-Philipp-Telemann-Preis der Landeshauptstadt Magdeburg, 2006